# Cinquième législature du Conseil national (Suisse)
Cinquième
Quatrième législature du Conseil national Sixième législature du Conseil national
La cinquième législature du Conseil national se déroule entre 1860 et 1863.

## Composition
120 conseillers nationaux sont élus.

## Présidents
Cette cinquième législature voit se succéder quatre présidents :
- Édouard Dapples, en 1860 à 1861 ;
- Karl Karrer, de 1861 à 1862 ;
- Alfred Escher, de 1862 à 1863 ;
- Joachim Heer, en 1863.

### Sources
- Parlement.ch